# Giacomo Dalla Torre del Tempio di Sanguinetto
Fra' Giacomo Dalla Torre del Tempio di Sanguinetto, né le 9 décembre 1944 à Rome et mort le 29 avril 2020 dans cette ville, est un archiviste, critique littéraire, historien de l'art et chevalier profès italien de l'ordre souverain de Malte.
Il est le 80e grand maître de l'ordre souverain de Malte de 2018 à 2020.

## Biographie

### Famille
Giacomo Dalla Torre est issu d'une vieille famille noble de Trévise installée à Rome, liée traditionnellement avec la papauté. Son père, Paolo dalla Torre (1910-1993), 3e comte de Sanguinetto, fut directeur général des Musées du Vatican de 1961 à 1975. Son oncle, le journaliste 
Giuseppe Dalla Torre del Tiempio di Sanguinetto (it) (1885-1967), était journaliste et fut directeur, de 1920 à 1960, de L'Osservatore Romano.
Son frère, Giuseppe Dalla Torre del Tiempio di Sanguinetto (it), juriste de formation, est président du tribunal de première instance de la Cité du Vatican et lieutenant général honoraire de l'ordre équestre du Saint-Sépulcre de Jérusalem.

### Études et carrière
Au cours de ses années d'études, Giacomo Dalla Torre a été diplômé en philosophie, en lettres classiques, en archéologie chrétienne et en histoire de l'art à l'Université de Rome « La Sapienza ». 
Il occupe ensuite, à l'Université pontificale urbanienne, les fonctions de bibliothécaire en chef et d'archiviste avant d'être nommé directeur adjoint de la bibliothèque. Parallèlement, il enseigne au sein de cette université le grec classique et mène diverses recherches sur l'histoire de l'art médiéval.

### Ordre souverain de Malte
Giacomo Dalla Torre devient membre de l'ordre souverain de Malte en 1985, à l'âge de 41 ans, où il est reçu chevalier d'Honneur et de Dévotion.
En 1993, il prononce ses vœux religieux perpétuels qui font de lui un chevalier profès. 
De 1994 à 1999, il exerce la fonction de grand prieur au Grand-Prieuré de Lombardie et Venise. De 1999 à 2004, il est membre du Souverain Conseil puis est élu, en 2004, grand commandeur. Cette haute charge du gouvernement de l'Ordre fait de lui le supérieur des profès. Il agit alors au plus près du grand maître, Frá  Bertie, et aide ce dernier « à faire observer les charismes de l’Ordre et à diffuser et protéger la foi ; à veiller sur les prieurés et les sous-prieurés ; à veiller sur les membres de la première et de la deuxième classes. » En outre, selon l'article 17 de la Constitution de l’ordre souverain de Malte, il est amené à assurer l'intérim de la grande-maîtrise en cas de décès ou de vacance. 

#### Premier intérim
Après la mort du grand maître Andrew Bertie, il est lieutenant du grand maître par intérim pendant un mois, en mars 2008, en attendant la convocation du Conseil complet d'État et l'élection d'un nouveau grand maître.
Cet intérim dure un mois, jusqu'à l'élection le 11 mars 2008 de Matthew Festing.

#### Deuxième intérim
De 2008 à 2017, il est grand prieur de l'ordre souverain de Malte pour Rome. 
Le tout début de l'année 2017 voit de profonds bouleversements à la tête de l'ordre souverain de Malte. Du fait d'une grave crise institutionnelle et d'une opposition prolongée entre l'Ordre et le Vatican, le grand maître Matthew Festing démissionne par obéissance religieuse (le grand maître est, par nature, un religieux) à la demande du pape. Sa décision est entérinée par le Souverain Conseil du 28 janvier. L'intérim est alors assuré comme le prévoit la constitution par le grand commandeur Frá Ludwig Hoffmann von Rumerstein (de) jusqu'à l'élection d'un nouveau grand maître. 
Toutefois, des réformes fondamentales étant nécessaires, il est décidé de procéder au report de l'élection du grand maître, le temps de mener à bien une première série de réflexions. Fra' Giacomo Dalla Torre est alors élu le 29 avril 2017, pour une durée d'un an, lieutenant du grand maître par le Souverain Conseil, avec toutes les prérogatives du grand maître, et prête serment le lendemain. La tâche du nouveau lieutenant est loin d'être simple : il doit piloter l'Ordre dans une période de réformes, en coopération avec le substitut de la secrétairerie d'État, Mgr Giovanni Angelo Becciu. Tout cela demande beaucoup d'habileté et de diplomatie.

#### Grand maître
Le 2 mai 2018, au cours du Conseil complet d'État, il est élu 80e prince et grand maître de l'ordre souverain militaire et hospitalier de Saint-Jean de Jérusalem, de Rhodes et de Malte, il prête serment le lendemain devant le représentant du pape Mgr Giovanni Angelo Becciu et le Conseil Complet d'État en l’Église Santa Maria del Priorato. Cette élection traduit le retour à l'harmonie au sein de l'Ordre et dans les relations avec le Saint-Siège.[réf. nécessaire]
Au cours de son grand magistère, Fra' Giacomo Dalla Torre effectue de nombreux voyages officiels : au Bénin, au Cameroun, en Allemagne, en Slovénie, en Bulgarie. Il demande également, pour Pâques 2020, que l'ordre souverain de Malte soit consacré au Sacré-cœur de Jésus et au Cœur immaculé de Marie.
Fra’ Giacomo Dalla Torre del Tempio di Sanguinetto meurt le 29 avril 2020 des suites d’un cancer diagnostiqué quelques mois auparavant,, sans avoir vu l'aboutissement des réformes qu'il a initiées.

## Décorations

### Ordre souverain de Malte
- Bailli grand-croix de Justice de l'ordre souverain de Malte
- Chevalier de collier de l'ordre pro Merito Melitensi

### Décorations étrangères
- Bailli grand-croix de justice de l'ordre sacré et militaire constantinien de Saint-Georges (Bourbon-Deux-Siciles) - 1995.
- Grand-croix avec étoile d'or de l'ordre du prince Danilo Ier (Petrović-Njegoš) - 31 janvier 2006.
- Chevalier grand-croix de l'ordre du Mérite de la République italienne (Italie) - 3 avril 2006[10].
- Grand-croix de l'ordre de la Valeur (Cameroun) - 18 juillet 2018[11].
- Chevalier de l'ordre de Saint-Janvier (Bourbon-Deux-Siciles)[12]  - 17 décembre 2018.
- Grand-croix, classe spéciale, de l'ordre du Mérite de la République fédérale d'Allemagne (Allemagne) - 21 octobre 2019.